# Horace Wilson (enseignant)
Pour les articles homonymes, voir Horace Wilson.
Horace Wilson, né le 10 février 1843 à Gorham dans le Maine et décédé à l'âge de 84 ans le 4 mars 1927 à San Francisco, est un enseignant américain qui est conseiller étranger au Japon pendant l'ère Meiji. Il est l'une des personnes créditées pour l'introduction du baseball au Japon.

## Biographie
Wilson est né à Gorham dans le Maine en 1843. Vétéran de la guerre de Sécession, pendant laquelle il combat au sein du 12e régiment du Maine contre les Confédérés en Louisiane, il est engagé par le gouvernement japonais au titre de conseiller étranger pour aider à la modernisation du système éducatif japonais à la suite de la restauration de Meiji. Il est ainsi professeur d'anglais à la Kaisei Gakko, l'ancêtre de l'université impériale de Tokyo.
En 1872 ou 1873, Wilson décide que ses étudiants ont besoin de plus d'exercices physiques et les initie au baseball. Plusieurs semaines ou mois plus tard, par suite de l'intérêt croissant pour ce sport, l'école organise une partie entre les étudiants japonais et leurs professeurs étrangers. La première équipe officielle de baseball est créée en 1878.
Wilson retourne en Amérique en 1877 et s'installe à San Francisco. Il meurt en 1927 à l'âge de 84 ans. Il est ensuite élu à titre posthume par un comité spécial au temple de la renommée du baseball du Japon en 2003.